# 瑠璃奈
瑠璃奈（るりな、1995年8月6日 - ）は、福井県出身の日本の女優、ファッションモデル。

## 略歴
小学4年の時に雑誌『小学四年生』（小学館）で読者モデルとして活躍。その後『小学五年生』（小学館）『小学六年生』（小学館）でも活躍。『小学四年生〜五年生』では読者モデルでグランプリを受賞。『小学六年生』では準グランプリだった。
2006年に「ナルミヤシンデレラオーディション」を受けたが、最終審査では審査員特別賞を受賞。2008年からは『ラブベリー』（徳間書店）で専属モデル（ラブベリーナ）としても活動していた。2011年3月号で卒業。
2009年には、『JILLE』（双葉社）、『CUTiE』（宝島社）、『PS』（小学館）などのストリート系ファッション誌のモデルにもなっている「earth music&ecology 10th anniversary show」出演、株式会社リクルート4月企業広告に出演。2010年には、「au smart sport」のCMに出演、「原宿スタイルコレクションSpring2010」に出演、「RODEO CROWNS2010FALL&WINTER」カタログのモデルを務める。株式会社リクルート9月企業広告に出演。
2011年には、「第12回東京ガールズコレクション2011SPRING/SUMMER」、「MIKIO SAKABE2011-12年秋冬コレクション」などに出演。2012年には、中国・テンセント「絶澀佳人」、『JELLY』（ぶんか社）などに出演。2013年6月号より『JELLY』を卒業。
2013年に事務所を移籍し、芸名を「中村瑠璃奈」から「瑠璃奈」に改名。
2014年11月に自身のブログで妊娠と結婚を発表。
2015年2月に第一子となる女の子を出産。
2016年7月に仕事への復帰を果たした。

## 出演

### 雑誌
- 小学四年生（小学館）読者モデル
- 小学五年生（小学館）読者モデル
- 小学六年生（小学館）読者モデル
- ラブベリー（2008年 - 2011年3月号、徳間書店）専属モデル
- JILLE（2009年 - 2011年、双葉社）レギュラー
- CUTiE（2009年 - 2013年、宝島社）レギュラー
- PS（小学館）
- mina（主婦の友社）
- non-no（集英社）
- Cheese（小学館）
- 振袖記念日2009（主婦と生活社）
- 振袖大好き! 2010-2011（別冊家庭画報）（世界文化社）
- Girlsism（リイド社）
- SHEL'TTER (BAROQUE JAPAN LIMITED)
- Zipper（祥伝社）
- KATY （2011年 - 2013年、トランスメディア社）レギュラー 創刊時、No.4表紙
- Gina（ぶんか社）
- JELLY（2012年9月 - 2013年5月、ぶんか社）専属レギュラー
- やせるJELLY
- 盛れるJELLY
- スナップJELLY
- HR
- Soup（2014年3月 - ）
- 通販サイト Embellish. （2013年11月 - ）
- 女性ファッション誌「PiNuP」2014年5月創刊号〜レギュラーモデル,8月号、11月号、12月号
- 女性ファッション誌 jiggy
- スマホマガジン MiRu
- anan ヘアカタログ2014
- 女性ファッション誌「HIP」2015年5月創刊号〜レギュラーモデル

### ランウェイ
- 東京ガールズコレクション2011 SPRING/SUMMER（2011年3月5日）CECILE McBEE、w-inds&CECILE McBEEコラボステージ
- MIKIO SAKABE 2011-12年秋冬コレクション（2011年4月22日）
- 原宿スタイルコレクションSpring2010
- earth music&ecorogy 10th anniversary show
- Roxy Beach Party
- Color-i Collection Vol.3
- Color-i Collection Vol.4
- 東京ガールズコレクション2011 AUTUMN/WINTER（2011年9月3日）
- LAFORET FASHION WEEK VOGUE girl ファッションショー
- Color-i Collection Vol.6
- 渋谷女祭り meets SHIBUYA GAL FESTIVAL
- GirlsAward2011AUTUMN/WINTER
- 「Canon IXY 600F×Samantha Thavasa Petit Choice」クリスマスガールズパーティー
- BREAK GIRLS FESTIVAL at 赤坂BLITZ
- Color-i J-POP GIRLS SPRING LIVE 2012 in YOKOHAMA
- Color-i J-Rock SPRING LIVE 2012
- SHIBUYA109 Girls Festival 2012
- ASIAN WIND-COOLCORE-J presents Color-i J-POP GIRLS SUMMER LIVE 2012 vol.2
- 関西コレクション2014ss ゲスト出演
- 関西コレクション2014aw出演
- Rosa Girls Festival
- Color-i Collection in 横浜BLITZ
- 元気玉ファッションショー
- イズモミスコレ
- Color-i PET Collection
- コレクション 2013 SPRING/SUMMER RANWAYモデルとして多数ブランド
- 東京ガールズコレクション 2013 RODEO CROWN
- 東京ランウェイ 2013 SPRING/SUMMER RANWAYモデルとして多数ブランド
- Tokyo Fashion Collection (2013年3月・4月・8月・2014年2月・7月)
- Japan Music Festival（2013年8月1日）
- DREAM FESTIVAL（2013年9月9日）
- ファッション新聞（senken-h)
- 関西コレクション2014 ゲスト出演
- 関西コレクション2015 SS モデル

### カタログ
- RODEO CROWNS 2010FALL&WINTER （BAROQUE JAPAN LIMITED）
- Joyful Eli振袖カタログ2012 Vol.1（ジョイフルまるやま）
- ニッセン Smile Land,Girls Brunch（ニッセン）
- haco.×JILLEスタイリングノートvol.3 (haco)
- EGOIST2011 AUTUMN COLLECTION (EGOIST)
- ニッセン Girls Brunch vol.7（ニッセン）
- ニッセン Girls Brunch vol.10（ニッセン）
- ツカモト振袖カタログ
- ジョイフルまるやまぷりずむ館カタログ
- 鈴乃屋振袖カタログ
- 鈴乃屋レンタル袴カタログ
- X-nixスノボードウエアカタログ GR
- ニッセン ビューティー部門カタログ
- FLAG-J
- Mimalux Japan イメージモデル2013 （年間契約）
- Antie Rosa ブランドイメージモデル
- ニッセンカタログ「Slattgir」2014年秋号冬号
- ネイルサロン（B.S BEAUTY）イメージモデル
- スキンケアコラボ商品モデル

### テレビ
- NHK BShi「TOKYO GIRLS COLLECTION 2011 SPRING/SUMMER」（2011年3月5日）
- フジテレビ めざましテレビ イマドキ（2012年7月16日）
- TBSテレビ 雨上がり決死隊のニッポン丸ごと20年史（2012年8月5日）
- WOWOW 「シャルルの針」
- TVK「夢がかなうまで」
- テレビ埼玉「Gogo Tama ごごたま」（2013年8月20日）
- 千葉テレビ 土曜日昼ドラマ「ネクストブレイク」（2014年1月 - 3月）毎週土曜日メインMC
- 千葉テレビ 土曜日昼ドラマ「ヒーローはいつも眠っている」（2014年1月クール）
- 千葉テレビ 土曜日昼ドラマ「ノットイコール」
- 千葉テレビ 土曜日昼ドラマ「必要のない人」
- パーツエクステ dazap プロモーションVTR

### 映画
- TOKYO GIRLS COLLECTION 2011 SPRING/SUMMER 3D THE MOVIE

### ラジオ
- RF「ラジカントロプス2.0」（2013年8月12日）
- RF「峰竜太のミネスタ」（2013年8月13日）
- RF「ヨコハマラジアンヌスタイル」（2013年8月14日）
- レインボータウンFM「ラジオですいません」（2013年8月18日）
- ベイFM「THE PRESENTS」（2013年11月28日）
- レインボータウンFM「ラジオですいません」（2014年4月 - 6月）毎週日曜日レギュラー出演

### 舞台
- 川太郎の恋 原子 役
- あなたに贈る×キス（新宿シアターサンモール）青木美玲 役